# Moto Guzzi Quota-serie
De Moto Guzzi Quota was een kleine serie zware allroad motorfietsen van Moto Guzzi die in de jaren negentig werd geproduceerd.

## Voorgeschiedenis
In de jaren tachtig hadden allroad modellen aan populariteit gewonnen. Toen de eigenaar van Moto Guzzi, Alejandro de Tomaso rond 1990 besloot de concurrentie met de grote Japanse merken te laten varen, ging het merk zich richten op een gebied dat de Japanners nog onberoerd hadden gelaten: zware tweecilinders. Dat was nog eens extra belangrijk omdat Moto Guzzi al veel ervaring had met haar langsgeplaatste V-twins met cardanaandrijving en BMW zich juist concentreerde op vloeistofgekoelde drie- en viercilinders. Moto Guzzi produceerde al lichtere allroads, de NTX 350, de NTX 650 en de NTX 750, maar men besloot de aanval op de BMW R 100 GS en de Cagiva 900 Elefant te openen met een 1000 cc model.

## Quota 1000
Toen Moto Guzzi rond 1990 begon weer zelf haar motorfietsen te ontwikkelen (dat gebeurde daarvoor bij een ander bedrijf van de Tomaso: Maserati), duurde de ontwikkelingen lang. Al eind 1989 werd de Quota aan de pers getoond, maar pas in 1992 kwam de machine op de markt. Er was een heel nieuw, stalen Deltabox frame ontwikkeld, maar de motor was intussen vrij gedateerd, de 950 cc versie die al in 1975 was geïntroduceerd. Deze was echter wel voorzien van een Weber-Marelli injectie. Het vermogen van 70 pk was royaal meer dan dat van de BMW maar iets lager dan dat van de Cagiva. De vormgeving was vlot en modern, geënt op de Dakar machines uit die tijd, met een kleine tophalf die aan het frame bevestigd was. Het integrale remsysteem was niet gebruikt, omdat men in het terrein gevrijwaard wil blijven van een remmend en eventueel blokkerend voorwiel. Wel waren drie schijfremmen gebruikt (de BMW had slechts één schijfrem in het voorwiel en een trommelrem achter). Nadelen had de Quota ook: zelfs berijders van méér dan 1,90 m konden niet met beide voeten aan de grond en er was geen zijstandaard, waardoor de zware, hoge machine altijd op de middenbok moest worden gehesen. Bovendien was de Quota 1000 veel duurder dan zijn concurrenten. Door gebrek aan interesse werd de productie in 1995 beëindigd.

### Motor
De motor was een langsgeplaatste 90° V-twin met twee kleppen per cilinder. Boven de krukas zat de nokkenas, die via stoterstangen en tuimelaars de kleppen bediende. Een wisselstroomdynamo was op de voorkant van de krukas gemonteerd.

### Aandrijflijn
Vanaf het vliegwiel werd de meervoudige droge plaatkoppeling aangedreven. Daarachter zat de vijfversnellingsbak. De secundaire aandrijving gebeurde met de gebruikelijke cardanas.

### Rijwielgedeelte
De Quota had een stalen deltabox frame met een dubbele wieg onder de motor. Aan de voorkant zat een hydraulische gedempte Marzocchi telescoopvork en achter een stalen monovering swingarm met een Marzocchi schokdemper. De machine had spaakwielen. Aan de voorkant zaten twee 280 mm schijfremmen en achter een enkele 260 mm schijf.

## Quota 1100 ES
Na de herhaalde managementswisselingen halverwege de jaren negentig werd besloten een nieuwe zware allroad te gaan produceren. Er moest wel geleerd worden van de fouten die bij de Quota 1000 waren gemaakt, vooral waar het de afmetingen, het gewicht en de prijs betrof. Men kon intussen de 1064 cc injectiemotor van de Sport 1100 Iniezione en de California 1100 Iniezione gebruiken. De zithoogte, wellicht het grootste struikelpunt van de Quota 1000, was teruggebracht van 890- naar 820 mm. Dat was nog steeds vrij hoog, maar in elk geval een hele verbetering. Het duozadel was langer en bood meer comfort voor de duopassagier. Het vermogen was iets lager geworden en het gewicht juist hoger. De tophalf was iets gewijzigd en er waren lichtere remschijven gemonteerd. Ze maten nu 296 mm vóór en 260 mm achter. De wieg van het frame die onder het blok door liep, was nu ook van rechthoekige kokers gemaakt.

## Technische gegevens
| Moto Guzzi             | Quota 1000                                             | Quota 1100 ES                           |
| ---------------------- | ------------------------------------------------------ | --------------------------------------- |
| Periode                | 1992-1995                                              | 1998-2002                               |
| Categorie              | allroad                                                | allroad                                 |
| Motortype              | kopklepmotor                                           | kopklepmotor                            |
| Bouwwijze              | langsgeplaatste 90° V-twin                             | langsgeplaatste 90° V-twin              |
| Cilinder               | aluminium                                              | aluminium                               |
| Cilinderkop            | aluminium                                              | aluminium                               |
| Klepopstelling         | 4 kopkleppen                                           | 4 kopkleppen                            |
| Klepbediening          | stoterstangen met tuimelaars                           | stoterstangen met tuimelaars            |
| Carburateur            | Weber-Marelli elektronische injectie met 42 mm inlaten | Magneti Marelli IAW multipoint injectie |
| Ontsteking             | elektronische ontsteking                               | elektronische ontsteking                |
| boring                 | 88 mm                                                  | 92 mm                                   |
| slag                   | 78 mm                                                  | 80 mm                                   |
| Cilinderinhoud         | 948,8 cc                                               | 1063,6 cc                               |
| Smeersysteem           | Wet-sump                                               | Wet-sump                                |
| Compressieverhouding   | 9,5:1                                                  | 9,5:1                                   |
| Max. Vermogen          | 70 pk bij 6.600 tpm                                    | 68 pk bij 6.400 tpm                     |
| Topsnelheid            | 200 km/h                                               | 190 km/h                                |
| Primaire aandrijving   | Rechtstreeks                                           | Rechtstreeks                            |
| Koppeling              | meervoudige droge plaat                                | meervoudige droge plaat                 |
| Versnellingen          | 5 voetgeschakeld                                       | 5 voetgeschakeld                        |
| Secundaire aandrijving | cardan                                                 | cardan                                  |
| frame                  | stalen deltabox met dubbele wieg                       | stalen deltabox met dubbele wieg        |
| Wielbasis              | 1620 mm                                                | 1600 mm                                 |
| Vering vóór            | telescoopvork                                          | telescoopvork                           |
| Vering achter          | monovering                                             | monovering                              |
| Banden                 | vóór 90/90 × 21", achter 150/90 × 17"                  | vóór 90/90 × 21", achter 130/80 × 17"   |
| Rem(men)               | schijfremmen rondom                                    | schijfremmen rondom                     |
| Gewicht                | 210 kg                                                 | 245 kg                                  |
| Tankinhoud             | 20 liter                                               | 20 liter                                |
| Voorganger             | NTX 750                                                | Quota 1000                              |
| Opvolger               | Quota 1100 ES                                          | geen                                    |